# Glénay
Glénay – miejscowość i gmina we Francji, w regionie Nowa Akwitania, w departamencie Deux-Sèvres.
Według danych na rok 1990 gminę zamieszkiwało 526 osób, a gęstość zaludnienia wynosiła 25 osób/km² (wśród 1467 gmin regionu Poitou-Charentes Glénay plasuje się na 538. miejscu pod względem liczby ludności, natomiast pod względem powierzchni na miejscu 368.).